# شيلبي غرانت
شيلبي غرانت (بالإنجليزية: Shelby Grant)‏ هي ممثلة أمريكية، ولدت في 19 أكتوبر 1936 في أورلاندو في الولايات المتحدة، وتوفيت في 25 يونيو 2011 في ويستلاك فيلاج في الولايات المتحدة بسبب أم الدم داخل القحف.

## وصلات خارجية
- شيلبي غرانت على موقع IMDb (الإنجليزية)
- شيلبي غرانت على موقع قاعدة بيانات الفيلم (الإنجليزية)